# Liste der Wappen im Landkreis Aichach-Friedberg
Diese Liste zeigt die Wappen der Gemeinden im bayerischen Landkreis Aichach-Friedberg.

## Landkreis Aichach-Friedberg

Landkreis Aichach-Friedberg Unter Schildhaupt mit den bayerischen Rauten gespalten von Silber und Rot; vorne ein grünes Eichenblatt, hinten ein goldenes Ulrichskreuz. → Details
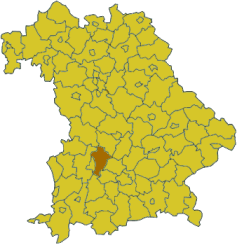
Lage des Landkreises Aichach-Friedberg in Bayern
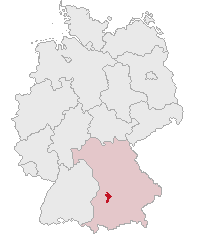
Lage des Landkreises Aichach-Friedberg in Deutschland
Landkreis Aichach (–1972) Schräglinks geteilt; vorne die bayerischen Rauten, hinten in Silber ein schräglinks gelegtes grünes Eichenblatt.
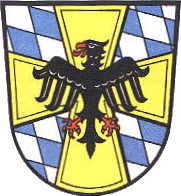
Landkreis Friedberg (–1972) Auf den bayerischen Rauten ein durchgehendes goldenes Ulrichskreuz, das mit einem rot bewehrten schwarzen Adler belegt ist.

## Wappen der Städte, Märkte und Gemeinden

Gemeinde Adelzhausen In Rot über einem waagrecht gelegten silbernen Mühleisen ein halber silberner Adler mit goldenem Schnabel.
Gemeinde Affing In Blau ein aus silbernem Felsen hervorwachsendes silbernes Einhorn.
Stadt Aichach In Silber ein bewurzelter grüner Eichenbaum mit goldenen Eicheln.
Markt Aindling In Silber ein schwarzer Adlerfang mit rotem Abschnitt.
Gemeinde Baar (Schwaben) Durch einen silbernen Schrägwellenbalken geteilt von Schwarz und Blau. Oben ein rot gekrönter und rotbezungter goldener Löwenkopf, unten drei goldene Sterne.
Gemeinde Dasing Unter silbernem Schildhaupt, darin nebeneinander fünf senkrechte blaue Rauten, in Blau eine schräge goldene Parte, am Stiel beseitet von einem sechsstrahligen silbernen Stern.
Gemeinde Eurasburg Im Zinnenschnitt geteilt von Blau und Silber; oben ein goldenes Posthorn, unten schräg gekreuzt eine rote Axt und ein roter Schlüssel.
Stadt Friedberg In Blau auf grünem Sechsberg ein rotes Kreuz zwischen zwei aus dem mittleren Berg aufwachsenden silbernen Lilienstängeln.
Gemeinde Hollenbach Zweimal geteilt von Rot, Silber und Blau; 1: schräg gekreuzt ein silbernes Schwert und ein silberner Schlüssel; 2 und 3: drei zwei zu eins gestellte Ringe in verwechselten Farben.
Markt Inchenhofen In Gold über einem Schild mit den bayerischen Rauten wachsend der silbern nimbierte hl. Leonhard in der schwarzen Kutte der Benediktiner, rechts eine Kette, links einen Krummstab haltend; links neben ihm kniet ein rotgekleideter betender Pilger mit Stab und Tasche.
Gemeinde Kissing In Rot ein gesenkter silberner Wellenbalken; darüber ein silbernes Zelt mit zwei lanzenförmigen Stangen, belegt mit einem schwarzen Schild, darin ein goldenes Kleeblattkreuz; unten ein unterhalbes silbernes Zahnrad.
Markt Kühbach In Silber auf grünem Boden eine schreitende rote Kuh.
Gemeinde Merching Schild geteilt; oben in Gold ein blauer Adler, unten in Schwarz ein goldenes Kleeblattkreuz.
Markt Mering In Gold eine silberne Zinnenmauer, belegt mit einer aufsteigenden schwarzen Spitze, in der ein silbernes, golden begrifftes Hunnenschwert erscheint.
Gemeinde Obergriesbach In Rot ein erhöhter silberner Stufengiebel, belegt mit einer eingeschweiften schwarzen Spitze, darin unten ein silberner Wellenbalken.
Gemeinde Petersdorf Gespalten von Silber und Blau, vorne unter einem roten Zickzackbalken ein schwarzer Doppelspringer, hinten unter der goldenen Krümme eines Abtstabes drei, zwei zu eins gestellte goldene Kugeln.
Markt Pöttmes In Silber die verschlungenen blauen Buchstaben P. P., unten beseitet von je einem durchbrochenen grünen Seerosenblatt an langem Stiel.
Gemeinde Rehling Unter viermal unten gezinntem silbernem Schildhaupt, darin zwei nebeneinander stehende rote heraldische Rosen, in Blau nebeneinander zwei gekürzte silberne Spitzen.
Gemeinde Ried Gespalten von Silber und Blau, vorne ein aufrechter roter Greifenlöwe, hinten ein silberner bewurzelter Baumstumpf mit Trieben und sechs Blättern.
Gemeinde Schiltberg Geteilt von Blau und Silber; oben nebeneinander drei durchgehende, senkrecht stehende silberne Rauten, unten ein durchgehendes schwarzes Tatzenkreuz.
Gemeinde Schmiechen Über einem silbernen Schildfuß in Blau ein goldengekrönter, hermelinbesetzter silberner Stulphut, der mit drei goldenen Straußenfedern besteckt ist.
Gemeinde Sielenbach Geteilt von Silber und Blau; oben ein durchgehendes schwarzes Tatzenkreuz, dem eine goldene Lilie aufgelegt ist, unten ein linker silberner Seitensparren.
Gemeinde Steindorf Gespalten von Silber und Schwarz, vorne eine rote Buche mit vier Wurzeln, hinten ein rot gekrönter und bewehrter goldener Löwenrumpf.
Gemeinde Todtenweis In Silber eine eingeschweifte blaue Spitze, darin eine goldene Königskrone, vorne ein blaues Ulrichskreuz, hinten ein schwebendes, schwarzes Kreuz, dessen Längsbalken links unten mit einem kurzen Balken besteckt ist.

## Ehemalige Gemeinden mit eigenem Wappen

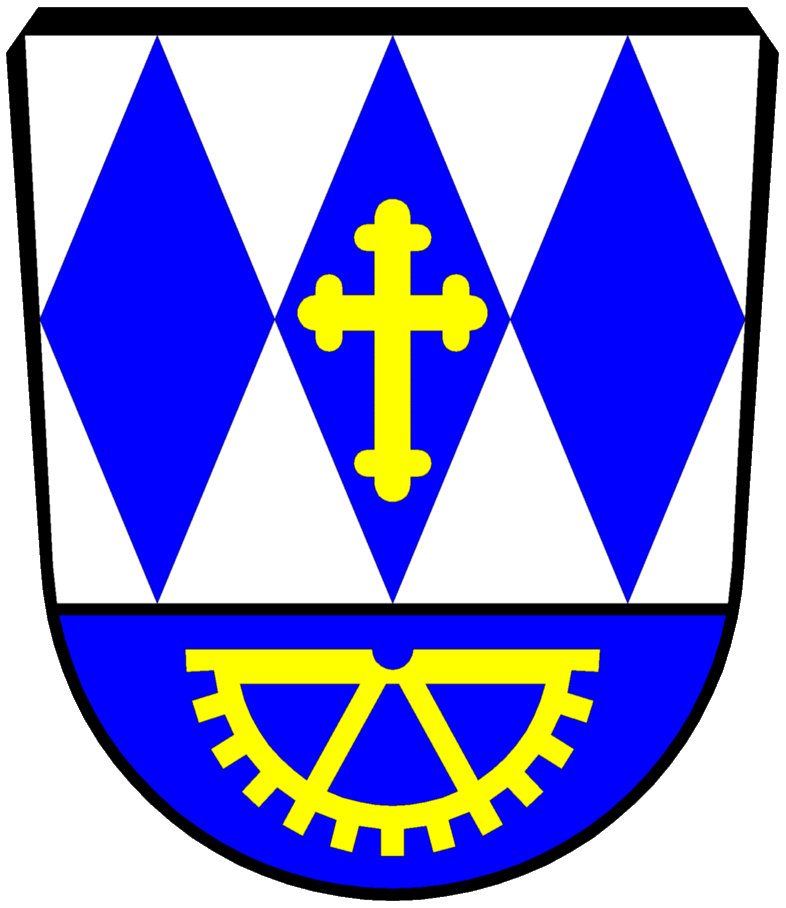
Gemeinde Derching
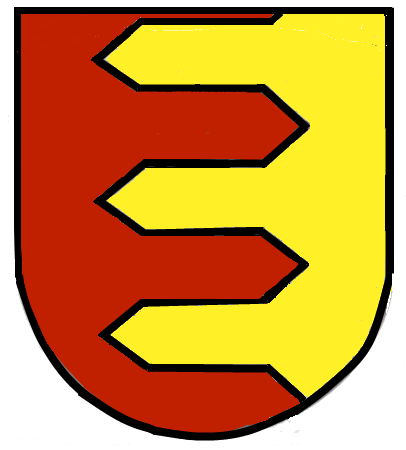
Gemeinde Haslangkreit
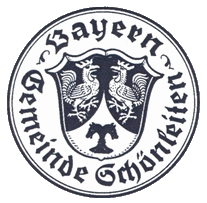
Gemeinde Schönleiten

- Gemeinde
Derching[1]
- Gemeinde
Haslangkreit[2]
- Gemeinde
Schönleiten[3]